# Бургаски влажни зони
„Бургаски влажни зони“ или „Бургаски езера“ е екологичен проект, който обхваща езерата Бургаско, Мандренско, Атанасовско и Поморийско, както и защитените местности Пода, Ченгене скеле и Узунгерен около Бургас.
Три от езерата, както и местността Пода, са рамсарски места по Рамсарската конвенция. Имат международно значение, по-специално като местообитание на водолюбиви птици. Бургаският езерен комплекс е сред 3-те най-значими комплекси от влажни зони за концентриращи се водолюбиви птици по българското черноморско крайбрежие.
- Атанасовско езеро
- Бургаско езеро
- Мандренско езеро
- защитената местност Пода